# Benjamin Franklin Hotel

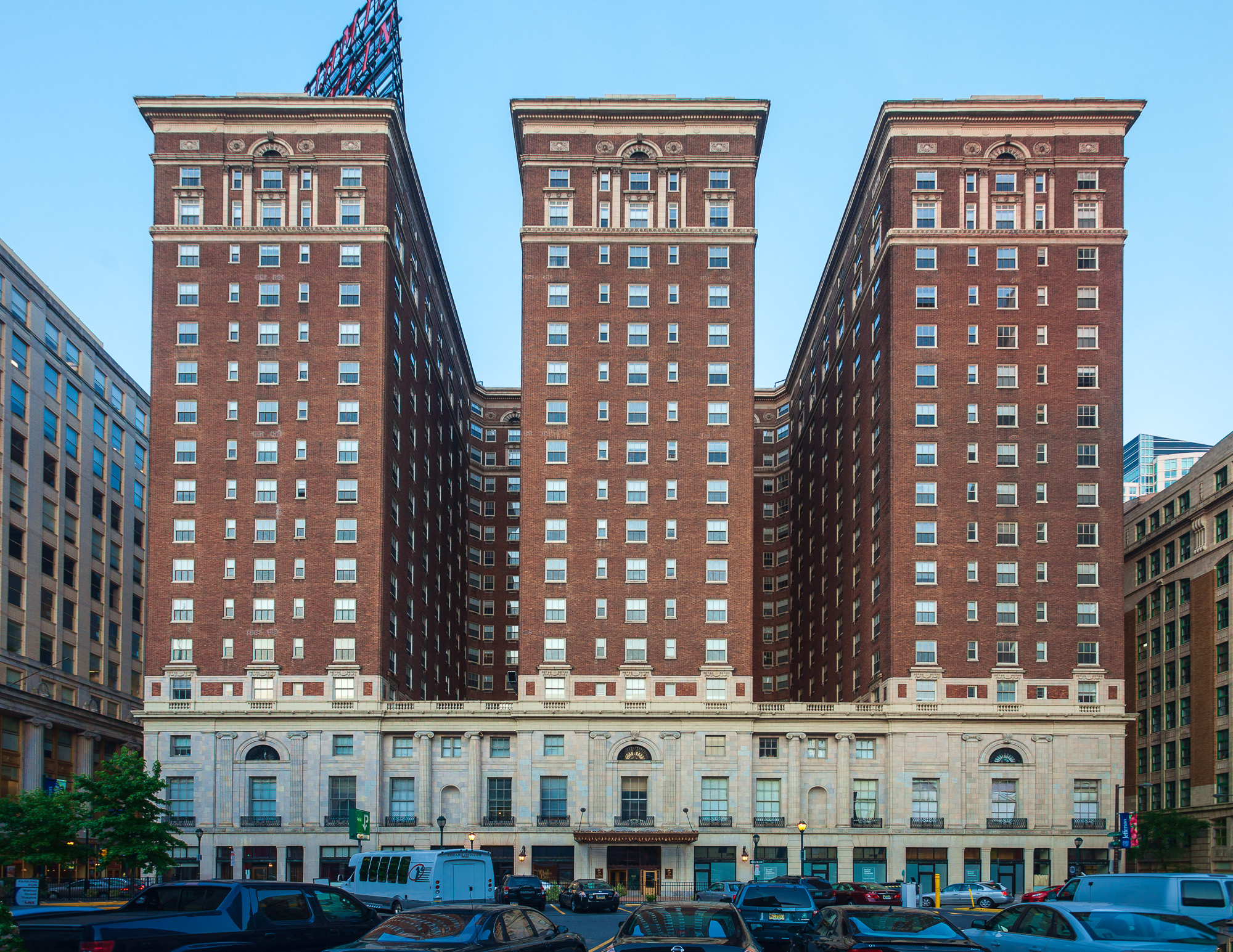
Das 1925 eröffnete Benjamin Franklin Hotel in Philadelphia wird heute als Franklin Residences betrieben, ein Apartment- und Bürogebäude.

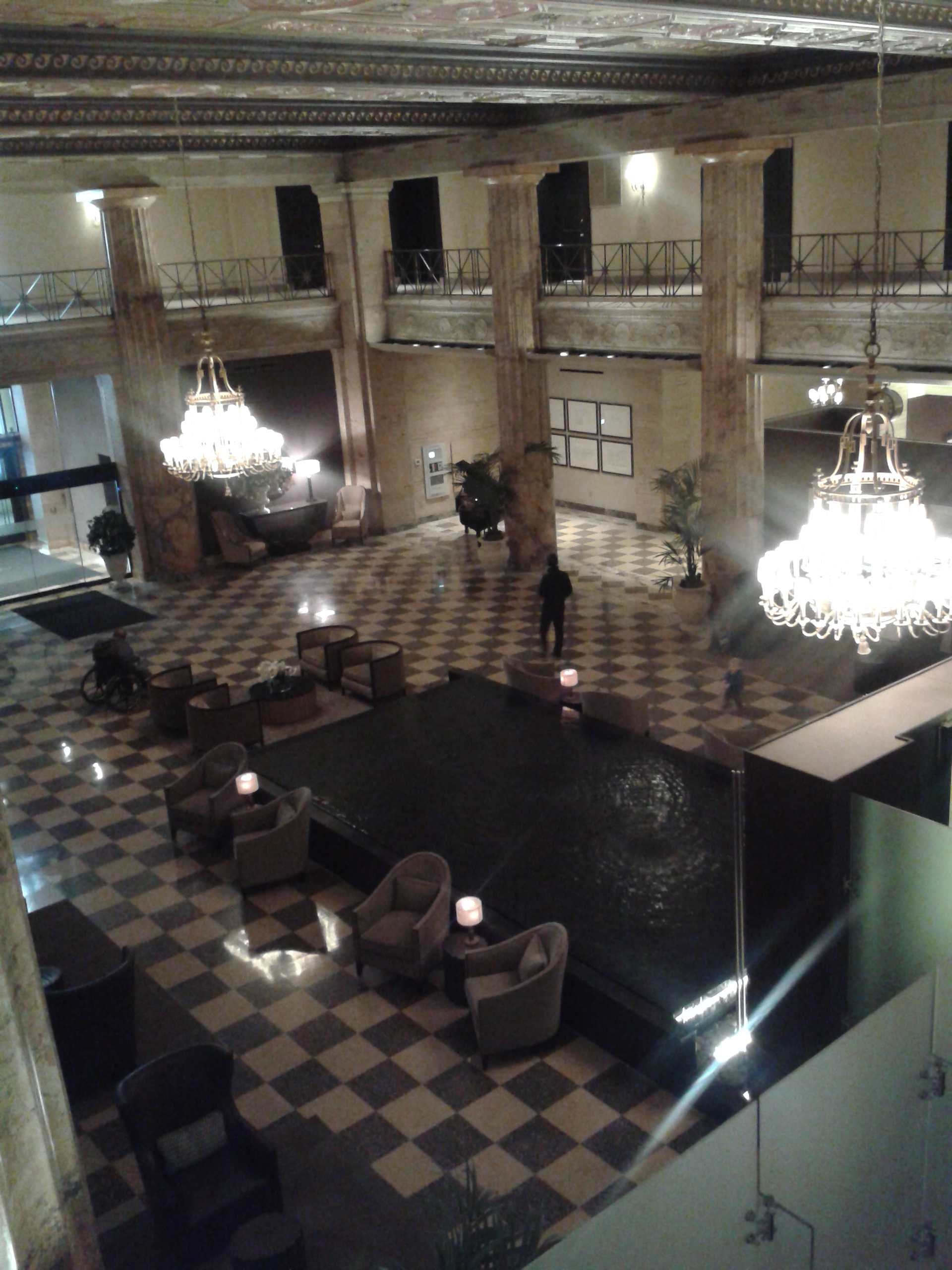
Foyer des heutigen Apartment- und Bürogebäudes Franklin Residences 2014.

Das Benjamin Franklin Hotel, später Ben Franklin House, ist ein ehemaliges Hotelgebäude in der 834 Chestnut Street in Center City, Philadelphia. Es wird heute als Apartment-Haus unter dem Namen Franklin Residences betrieben.
Das 1925 eröffnete Hotel mit 1200 Zimmern auf 18 Etagen wurde von Horace Trumbauer entworfen und am Ort des ehemaligen Continental Hotel erbaut, das 1923–1924 abgerissen wurde. Das Continental Hotel wurde von John McArthur, Jr. 1857–1860 errichtet und beherbergte unter anderem den amerikanischen Präsidenten Abraham Lincoln im Februar 1861 – auf seiner Reise nach Washington, D.C. zu seiner Amtseinführung – der von einem Balkon des Hotels eine kurze Ansprache an die zu tausenden zu seiner Begrüßung herbeigeströmten Bewohner Philadelphias hielt. Das Benjamin Franklin Hotel bestand bis 1980. Das Gebäude wurde 1982 in das National Register of Historic Places aufgenommen.
Nach einem Verkauf und Umbau des denkmalgeschützten Gebäudes in ein Apartment-Haus und Bürogebäude, Mitte der 1980er Jahre, wurde es in Ben(jamin) Franklin House umbenannt. Es besaß dann 420 Apartments und 125.000 m² Bürofläche. 2011 wechselte es erneut den Besitzer und wird heute unter dem Namen Franklin Residences betrieben.
Das historische Gebäude besitzt mit dem Crystal Ballroom einen der größten Ballsäle in Philadelphia, der auf Drängen des National Park Service in seiner ursprünglichen Form und Ausstattung erhalten beziehungsweise wiederhergestellt wurde. Er wird heute für vielfältige Veranstaltungen genutzt, mit einer Kapazität je nach Verwendung zwischen 150 und 1200 Gästen.